# Phil Ofosu-Ayeh
Phil Ofosu-Ayeh (Moers, 15 de setembro de 1991) é um futebolista profissional alemão-ganês que atua como defensor.

## Carreira
Phil Ofosu-Ayeh começou a carreira no Wolverhampton Wanderers.

## Títulos
Wolverhampton Wanderers
- EFL Championship: 2017–18[2]